# Raymond Chiao
Raymond Y. Chiao (* 9. Oktober 1940 in Hongkong) ist ein US-amerikanischer Experimentalphysiker, der sich hauptsächlich mit Quantenoptik beschäftigt.

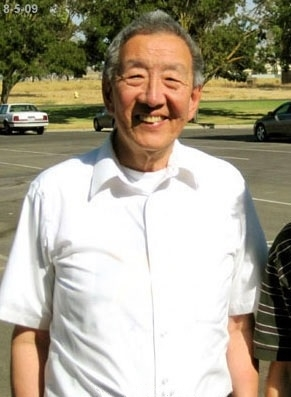
Raymond Chiao

## Leben
Chiao zog als Kind 1947 in die USA, wuchs in New York City auf und studierte ab 1957 zunächst Elektrotechnik und dann Physik an der Princeton University (Bachelor-Abschluss 1961), unter anderem bei John Archibald Wheeler. Ursprünglich arbeitete er bei Wheeler in theoretischer Physik, wechselte dann aber an das MIT zur experimentellen Quantenoptik und promovierte darin 1965 bei dem Laser-Pionier Charles H. Townes (über eine der ersten Beobachtungen stimulierter Brillouin-Streuung). 1967 wurde er Assistant Professor am MIT sowie Sloan Research Fellow. Im selben Jahr ging er an die University of California, Berkeley, wo er bis 2006 Professor war. 2006 ging er an die University of California, Merced, die im Jahr zuvor gegründet wurde, um sich Gravitationswellen-Forschung zu widmen. Dort ist er jetzt Professor Emeritus.
1993 mass er (nach vorherigen Experimenten von Günter Nimtz im Mikrowellenbereich) mit seinem Doktoranden Aephraim Steinberg die Tunnelgeschwindigkeit (von etwa 1,7facher Lichtgeschwindigkeit) für einzelne Photonen. Er wies auch als erster in Optik-Experimenten die Berry-Phase nach.
2006 erhielt er den Willis E. Lamb Award for Laser Science and Quantum Optics und 1993 den Einstein Prize for Laser Science.

## Schriften
- mit John Garrison: Quantum Optics. Oxford University Press 2008
- (Hrsg.): Amazing Light – a volume dedicated to Charles H. Townes on his 80. Birthday. Springer 1996